# Mustafakemalpaşaspor
Mustafakemalpaşaspor war ein türkischer Fußballverein aus der gleichnamigen Stadt Mustafakemalpaşa, einer Stadt in der Provinz Bursa.

## Geschichte
Mustafakemalpaşaspor wurde im für die Türkei historisch bedeutenden Jahr 1923 gegründet, am 14. September 1984 vereinigte sich der Verein mit Gençlikspor und spielte in der 3. Lig und 2. Lig. In der Saison 2000/01 konnte der Verein mit 69 Punkten Meister der Spor Toto 3. Lig werden.

### Die Auflösung
In der Saison 2011/12 hätte der Verein in der Super Amatör A Grubu, einer regionalen Amateurklasse, gespielt. Mustafakemalpaşaspor trat jedoch nicht an und so wurden alle Ergebnisse mit einer 0:3-Niederlage gewertet. Nach dieser Saison wurde der Verein aufgrund schwerer finanzieller Probleme aufgelöst, die Kirmasti Gençlik, eine Fangruppe, äußerte ihren Unmut über diese Entscheidung. Über eine Neugründung wurde diskutiert, bis jetzt kam man jedoch zu keiner Einigung.